# Ubba Ragnarsson
Ubba, auch Ubbe, Habba oder Hubba Ragnarsson († 878) war angeblich einer von vielen Söhnen des legendären nordischen Wikingeranführers Ragnar Lodbrok, doch dies ist keineswegs gesichert. Es gibt nur spärliche und teils widersprüchliche Quellen über Ubba.
Zusammen mit seinen Brüdern Ivar dem Knochenlosen und Halfdan war Ubba der Anführer des „großen Heers“ der Dänen (von den Angelsachsen Großes Heidnisches Heer genannt), mit dem die Brüder 865 in England landeten und von 866 bis 874 drei der vier englischen Königreiche (Northumbria, East Anglia und Mercia) eroberten.
Im Jahr 875 erwirkte der angelsächsische König Alfred der Große mit Ubba einen Waffenstillstand, der jedoch zwei Jahre später durch Ubbas Bruder Halfdan gebrochen wurde.
Ubba wurde 878 von westsächsischen Truppen in der Schlacht bei Cynuit in Devonshire getötet. In der angelsächsischen Chronik ist dazu vermerkt:
„Und im Winter desselben Jahres [878] landete der Bruder von Ívarr und Hálfdan mit 23 Schiffen in Devonshire, Wessex, wo er und mit ihm 800 Männer und 40 seiner Armee getötet wurden. Außerdem wurde das Banner, den sie ‚Raben‘ (guðfani) nannten entwendet.“
Geffrei Gaimar erwähnt in seiner „Estorie des Engles“ (um ca. 1140 verfasst), das Banner Ubbas:
„Der Rabe war Ubbas Banner (gufanun). Er war der Bruder von Iware (Ivar); er wurde von den Dänen in einem sehr großen Hügel in Devonshire begraben, der Ubbelawe genannt wird.“
Weitere Brüder Ubbas waren (angeblich) Sigurd Orm-i-auga Ragnarsson, Bjørn Jernside Ragnarsson, Hvitserk Ragnarsson, Rathbarth Ragnarsson, Dunyat Ragnarsson, Agnar Ragnarsson, Regnald Ragnarsson, Eirik Vindhatt Ragnarsson und Fridleiv Ragnarsson, wobei nur Ubba, Ivar und Halfdan in der angelsächsischen Chronik erwähnt werden und deren Existenz somit einigermaßen gesichert ist.

## Rezeption
Bernard Cornwell hat die Geschichte um die Ragnarsöhne Halfdan, Ubba und Ivar und den dänischen Versuch, England zu unterwerfen, in seiner Buchserie The Saxon Stories verarbeitet. Die Fernsehserie Das letzte Königreich basiert auf den Romanen von Cornwell.

## Belege
1. ↑  vikinganswerlady.com: http://www.vikinganswerlady.com/banners.shtml, Zitat aus der Angelsächsischen Chronik (Zu finden im Absatz "Literary Accounts Describing the Raven Banner")
2. ↑  vikinganswerlady.com: http://www.vikinganswerlady.com/banners.shtml, Zitat aus der Estorie des Engles (Zu finden im Absatz Literary Accounts Describing the Raven Banner)

| Personendaten    | Personendaten                                          |
| ---------------- | ------------------------------------------------------ |
| NAME             | Ubba Ragnarsson                                        |
| ALTERNATIVNAMEN  | Ragnarsson, Ubba; Ubbe Ragnarsson; Habba Ragnarsson'   |
| KURZBESCHREIBUNG | Sohn des legendären nordischen Kriegers Ragnar Lodbrok |
| GEBURTSDATUM     | 8. Jahrhundert oder 9. Jahrhundert                     |
| STERBEDATUM      | 878                                                    |